# 静岡市歌
「静岡市歌」（しずおかしか）は、日本の静岡県（旧）静岡市で制定されていた市歌である。以下の2曲が存在する。
1. 1905年（明治38年）制定。作詞：田辺友三郎、作曲：田村虎蔵[1]。
2. 1937年（昭和12年）制定。作詞：大川浩（城内西小学校教員）、作曲：信時潔[2]。

一般的に「静岡市歌」と呼称されるのは2.である。

## 解説

### 初代市歌
初代の「静岡市歌」は静岡師範学校附属小学校（現在の静岡大学教育学部附属静岡小学校）の主事であった田辺友三郎が日露戦争の凱旋歌として作詞し、東京音楽学校教諭の田村虎蔵が作曲したものを静岡県が附属小学校唱歌として採用し、1905年（明治38年）3月3日の県告示第69号で静岡市歌としたものである。この初代市歌については、1975年（昭和50年）に刊行された静岡大学教育学部附属静岡小学校創立百周年記念誌『ふぞくひゃくねん』において歌詞と楽譜が紹介されている。
初代「静岡市歌」の歌詞は以下の通りである（著作権保護期間満了）。

### 2代目市歌
1937年（昭和12年）、尾崎元次郎市長は「市民の愛郷精神涵養」を掲げて新しい「静岡市歌」の制定を提唱し、市民を対象に歌詞の一般公募を実施した。8名の審査委員により応募があった828編の審査を行った結果、城内西小学校（1945年閉校、現在の静岡市立安西小学校に統合）教員の大川浩が応募した歌詞が採用され、市からの依頼により東京音楽学校講師の信時潔が作曲を手掛けて1937年（昭和12年）10月21日に制定、翌1938年（昭和13年）1月1日に完成版の楽曲が発表された。この2代目市歌は長らく市民に愛唱され、市内の小学校で社会科の教材として2002年（平成14年）度まで使用されていた副読本は市歌の一節から『進みゆく静岡市』と命名されていた。2代目静岡市歌の旋律は、2015年（平成27年）12月31日に著作権の保護期間を満了している。
2003年（平成15年）、静岡市は清水市と新設合併し新制「静岡市」となった。この際に合併協議会の申し合わせで両市が完全に対等な立場で合併したことを強調するため旧静岡市の市章および市旗、そして「静岡市歌」は廃止されその役割を終えた。なお、現在も静岡市民文化会館の中ホール舞台の緞帳には芹沢銈介が制作した2代目市歌の歌詞をデザインした作品が使われており、同会館の公演開始告知時には2代目市歌がアレンジされたメロディーのチャイムが流れる。
現在の静岡市歌は2005年（平成17年）に制定された「わたしの街 静岡」である。

## 備考
合併前の旧静岡市に関連する楽曲としては、イメージソングとして「しあわせしずおか」があった。1989年（平成元年）が静岡市制100周年にあたることから、記念の歌として歌詞・曲を公募。798編の応募作品の中からグランプリとなった詞に風戸慎介が曲を付け、1986年（昭和61年）10月30日に発表された。唄は根本美鶴代（MIE）。この楽曲はカセットテープで限定販売された。B面曲は「ドラマティック・サンシャイン」。同公募で佳作となった詞・曲（共に応募者作）に同じくMIEが歌っている。